# Billy Lang
William August Leng conocido como Billy Lang (Boston, 28 de mayo de 1883 - San Francisco, 23 de diciembre de 1944) fue un letrista y editor musical activo en Boston desde 1910 a 1930.

## Biografía
Billy Lang nació "William Albert Leng" de Albert y Theresa Leng, que habían emigrado a Boston desde Alemania en 1880. William conservó la ortografía "Leng" al menos hasta su entrada en 1912 en el directorio de la ciudad de Boston, pero a partir de entonces usó el apellido "Lang". Como "Billy Lang" entró en el negocio de la música a más tardar en 1910, y su empleo probablemente data de 1908. Trabajó primero con la firma de Boston O'Neil & Story; de 1913 a 18 dirigió la oficina del editor Leo Feist en Boston. Después trabajó para Broadway Music Corp.., convirtiéndose en su gerente de negocios en 1920; también se involucró en varias pequeñas empresas editoriales con amigos. Era muy querido en el negocio; un evento benéfico para él, organizado en Boston después de una grave enfermedad en 1919, recaudó más de 1.000 dólares. E] En la década de 1920 todavía estaba en Boston, pero en 1930 había dejado el negocio del entretenimiento y se trasladó a Burlingame, California, donde abrió un restaurante. Murió en San Francisco.

## Compositor
Billy Lang escribió letras para diecisiete canciones. En todas menos en dos de ellas el compositor fue May Greene, y él y Greene compartieron los créditos musicales de otras dos canciones con letras de otros. Sólo dos canciones fueron publicadas por Leo Feist; el resto fueron publicadas por pequeñas editoriales de Boston. Las seis canciones escritas después de 1917 fueron publicadas por sus propias empresas.